# 大捜査線
『大捜査線』（だいそうさせん）は、1980年1月10日から12月25日まで、フジテレビ系列で毎週木曜20:00 - 20:54（JST）に全42話が放送された、杉良太郎主演の刑事ドラマである。
同年9月25日放送分（第31話）より『大捜査線シリーズ 追跡』（だいそうさせんシリーズついせき、以下本文中では『追跡』）と改題されており、本項目でも『追跡』までを通して詳述する。

## 概要
犯罪事件の初動捜査を任務とする警視庁刑事部第四機動捜査隊・通称「四機捜」を舞台に、主人公で捜査主任の加納明が率いる加納班の活躍を描く。同時期に本作品と同じスタッフ・杉主演で制作されたテレビ時代劇『新五捕物帳』（日本テレビ系列）での立ち回りとハードな展開を踏襲した作風を目指した。音楽は『仁義なき戦い』の津島利章が、アクションものにふさわしいファンキーなサウンドを提供。杉良太郎は吹き替えなしのファイヤー・アクションを務めるなど、体当たりの演技を見せた。
番組開始当初は初動捜査に至るまでのシステム的な描写や、警察用語を用いた無線交信のディティールなどが、ある程度現実の捜査に則した形で描かれていた。同様に、当時における刑事ドラマの見せ場であった、犯罪者との銃撃戦やカースタントも番組初期を中心に積極的に描かれていた。主人公の加納明が使用したモデルガンは、常用したのがカスタムされたMGC パイソン 6in、中盤からはMGC ローマン 2inを使用した。
当初、1980年6月いっぱいまでの2クールでの放送が予定されていたが、6ヶ月延長され4クールでの放送となった。その一方で視聴率は、第1話こそ17.8%（関東地区・ビデオリサーチ調べ）と好スタートを切ったが、第2話以降は下降。1980年3月の時点では10%を若干上回る程度という、当時としては“低空飛行”であり、「週刊TVガイド」1980年3月28日誌上においては「局の期待に反して伸び悩んでいる」とされた。「あまりにも杉良のオンステージになり過ぎている」という批判の意見も掲載された。そしてこの時のテコ入れとして青木義朗と赤塚真人の加入、そして下条班がこの時の構想通り新設され、その後も新刑事の加入が随時行われた。

## キャスト
- 加納明 警部補(加納班主任):杉良太郎
- 沢木俊一 刑事(加納班):神田正輝（1話 - 26話）
- 中林雅彦 刑事(加納班):青木義朗[6]（12話 - ）
- 下条仁 警部補(下条班主任):垂水悟郎[7]（13話 - 21、23-28、30話）
- 水野誠太郎 刑事(加納班):赤塚真人（16話 - ）
- 夏木譲 刑事(加納班):佐藤仁哉（28話 - 30話）
- 新田鋭一 刑事(加納班):光田昌弘（32話 - ）
- 南条拓也 刑事(加納班):大村波彦（31話 - ）
- 都築悠子 刑事(加納班):本阿弥周子
- 井上刑事(下条→加納班[8])：中島正二
- 原田刑事(下条→加納班)：村上豪
- 四機捜婦警：柳沢紀子
- なつ（小料理「鳥幸」女将）：高田敏江（13-14、16-18、21、26話）
- ナンシー（スナック「フラミンゴ」ママ）:ナンシー（31話 - ）
- モコ（ナンシーの姪）:棟里佳（32話 - ）
- 大滝修造 警視(第四機動捜査隊長):山内明
- 戸田耕一郎 刑事局長:佐分利信(特別出演・1、5、7、9、13話)
- 予告ナレーター：中江真司[9]

他

## スタッフ
- 企画 - 佐々木太郎（金剛プロダクション）、高橋久仁男、河村雄太郎（フジテレビ）
- プロデューサー - 山本剛正（ユニオン映画）、矢島進（金剛プロダクション）
- 音楽 - 津島利章
- 撮影 - 岩佐一泉、津田宗之
- 美術 - 福留八郎、松井敏行
- 照明 - 三萩国明、嶋田宣代士、吉田協佐
- 録音 - 片桐登司美、木村瑛二
- 編集 - 西村豊治
- 助監督 - 加藤哲郎、藤田保行、吉田啓一郎、息邦夫
- 調音 - 小峰信雄
- 選曲 - 山川繁
- 音響効果 - 東洋音響
- 現像 - 東洋現像所
- 衣裳 - 東京衣裳
- 装飾 - 高津装飾
- 美粧 - 八木かつら
- カースタント - セキトラ・カーアクション
- テクニカル・アドバイザー - トビー門口
- 衣裳協力 - フレーバー紳士服、allee fasion
- 美術協力 - マルシン、日本マランツ
- スタジオ - 国際放映、にっかつスタジオセンター
- 協力 - MAZDA、日産自動車
- 制作協力 - 金剛プロダクション
- 制作 - ユニオン映画、フジテレビ

## 放送日程

### 大捜査線
| 放送回 | サブタイトル                | 放送日   | 脚本       | 監督     | キャスト |
| ------ | --------------------------- | -------- | ---------- | -------- | --- |
| 1      | 撃て加納明                  | 01月10日 | 白井更生   | 手銭弘喜 | 岩本多代、青木義朗、平田昭彦、河村弘二、天草四郎、福本清三、浜伸二、柄沢英二、勝田久、妃口久美子、峰岡美絵、佐分利信（特別出演）                         |
| 2      | 男たちの挽歌                | 1月17日  | 白井更生   | 林伸憲   | 小野進也、織田あきら、土屋嘉男、中條郷子、市川千恵子、永井政春、岸野一彦                                                                                 |
| 3      | 蝶は舞った                  | 1月24日  | 白井更生   | 手銭弘喜 | 中島葵、神田隆、冨田浩太郎、藤山浩二、中井啓輔、寄山弘、黒須薫、佐藤京一、榎木兵衛、波戸崎徹、大原真理子、松下優子                                       |
| 4      | 傷ついた野獣                | 1月31日  | 白井更生   | 江崎実生 | 垂水悟郎、田中浩、灰地順、井上博一、黒部進、椎谷建治、小田部通麿、奥野匡、相原巨典、原田千枝子、三重街恒二、都家歌六                                     |
| 5      | ひとりだけの密月旅行        | 2月07日  | 白井更生   | 吉川一義 | 水原麻記、冨川澈夫、中山昭二、三谷昇、大村京子、今野清志、池田功、仲谷昇、佐分利信（特別出演）                                                           |
| 6      | 青春心中                    | 2月14日  | 白井更生   | 林伸憲   | 高沢順子、江木俊夫、相原巨典、西朱実、中原潤、野川ひとみ、草薙良一                                                                                       |
| 7      | 明日からは泣かない          | 2月21日  | 白井更生   | 手銭弘喜 | 北原義郎、内田稔、青柳武志、今井耕二、日恵野晃、泉よし子、篠田薫、沢柳迪子、稲川善一、町田幸夫、佐分利信（特別出演）                                     |
| 8      | ろくでなし                  | 2月28日  | 山野四郎   | 江崎実生 | うえだ峻、日野道夫、吉川雅恵、新谷由美子、三上左京、山崎猛 、遠藤征慈、水橋和夫                                                                          |
| 9      | 野良犬ブルース              | 3月06日  | 山野四郎   | 手銭弘喜 | 井上昭文、堀内正美、藤紗千子、梅野泰靖、岸本功、篠崎彩、根岸一正、山田博行、佐分利信（特別出演）                                                         |
| 10     | 誘拐                        | 3月13日  | 白井更生   | 手銭弘喜 | 新井和夫、福田公子、滝沢双、菅野直行、東龍明、川口裕子、泉喜和子、小寺大介、町田幸夫、大森不二香、中西由香里、小坂生男                                   |
| 11     | 入社式                      | 3月20日  | 畑嶺明     | 手銭弘喜 | 永井秀和、下塚誠、立枝歩、岩城力也、山本昌平、西川敬三郎、竹内文平、市村昌治、永井玄哉、五十嵐美恵子、近松敏夫、塩見三省、鳴海剛                         |
| 12     | 路上の結婚式                | 3月27日  | 山野四郎   | 手銭弘喜 | 茅島成美、大出俊、睦五郎、高城淳一、剣持伴紀、石橋雅史、新橋耐子、上野山功一、吉田豊明、小池雄介、片岡五郎、大竹あかね                                   |
| 13     | 標的という名の女            | 4月03日  | 山野四郎   | 高橋繁男 | 根岸とし江、岡田英次、ホーン・ユキ、川辺久造、加藤和夫、斉川一夫、丸岡奨詞、小寺大介、佐々木紀子、吉岡ひとみ、佐分利信（特別出演）                       |
| 14     | エンゼルの怒り              | 4月24日  | 山野四郎   | 高橋繁男 | 左右田一平、八木昌子、清水昭博、江藤潤、飯田和平、大前田武、飯島大介、村上幹夫、依田英助、小野田英一                                                     |
| 15     | 一枚の紙                    | 5月01日  | 鶴島光重   | 手銭弘喜 | 佐々木剛、田崎潤、船戸順、原口剛、南城竜也、森幹太、堀田真三、沖田峻一、村尾幸三、沢井孝子、武藤壽美、岩城和男、佐々木敏、保科三良                       |
| 16     | ヒットラーを愛した男        | 5月08日  | 宮下教雄   | 手銭弘喜 | 沢井桃子、磯村健治、榎木兵衛、早川研吉、徳弘夏生、波戸崎徹                                                                                               |
| 17     | 愛の哀しみ－婦人警察官－    | 5月15日  | 山野四郎   | 手銭弘喜 | 新克利、河原崎建三、立石涼子、高野真二、水沢有美、石山雄大、日恵野晃、久保晶、千種かおる、小寺大介                                                       |
| 18     | やさしい女が燃える時        | 5月29日  | 杉江慧子   | 高橋繁男 | 今福将雄、荒谷公之、小野武彦、鳥居恵子、城所英夫、花原照子、桑山正一                                                                                     |
| 19     | 果たされた約束              | 6月12日  | 宮川一郎   | 高橋繁男 | 粟津號、加山麗子、島田順司、市原清彦、外山高士、奥村公延、西国成男、磯村千枝子、加地健太郎                                                               |
| 20     | 受験戦線異状あり            | 6月26日  | 宮下教雄   | 澤田幸弘 | 斉藤とも子、絵沢萠子、佐久間宏則、土方弘、横山あきお、柄沢英二、若原初子、加藤茂雄                                                                       |
| 21     | 哀しみの一弾                | 7月03日  | 田村多津夫 | 澤田幸弘 | 森次晃嗣、伊藤栄子、幾野道子、久富惟晴、江見俊太郎、西本裕行、甲斐みどり、森さとみ、井上三千男、小早川正明                                               |
| 22     | 女の詩 男を殺せ             | 7月10日  | 播磨幸児   | 高橋繁男 | 片桐夕子、小畑あや、津野哲郎、大下哲矢、北九州男、清川元夢、柄沢英二                                                                                     |
| 23     | 誤認逮捕                    | 7月17日  | 白井更生   | 高橋繁男 | 木村理恵、高木均、小原秀明、江幡高志、林弘造、岡田和子、中島元、姫ゆり子、田山涼成、新里健士、都家歌六                                                   |
| 24     | 青春の光と影                | 7月24日  | 宮下敦雄   | 小俣堯   | 仁和令子、藤木敬士、入江正徳、沢りつお、町田博子、上地雄大、本木紀子、名倉美里、大矢兼臣、野川愛、石田久美子、越村公一、滝川昌良、那須のり子、末吉巧     |
| 25     | 可愛いあの娘が死んだ        | 7月31日  | 山浦弘靖   | 高橋繁男 | 田中エミ、弘松三郎、鬼丸善光、稲吉靖司、水橋和夫、名川貞郎、工藤啓子、高山千草、加藤茂雄、三浦伸、山田博行、鹿島信哉、和田瑞穂、松井早苗、鹿島研、深作學 |
| 26     | あゝ沢木刑事!青春の赤い墓標 | 8月14日  | 田村多津夫 | 高橋繁男 | 吉村彩子、吉田次昭、松原愛、井上博一、宮島誠、笠原明、波戸崎徹、若原初子、皆川明男、市川努、志村左近、武田ちか子、宮沢勇、渡辺真六                       |
| 27     | 我が子よ                    | 8月21日  | 山浦弘靖   | 高橋繁男 | 川口敦子、根岸一正、河野弘、上田幸輔、荻野陽児、宇乃壬麻、谷村洋子、小早川正昭、清水忠一、門脇三郎、中島正二                                             |
| 28     | 贋札遊戯                    | 8月28日  | 宮下教雄   | 手銭弘喜 | 加藤嘉、加藤春哉、工藤明子、安部徹、山岡徹也、玉村駿太郎、潤ますみ、夏麻衣子、和田一荘、保科三良、若尾義昭                                               |
| 29     | 現金輸送車強奪              | 9月04日  | 横田与志   | 手銭弘喜 | 玉川伊佐男、内田稔、早川純一、高野真二、沖田駿一、吉内六、小川隆一、山村葉子、氷室浩二、菅原慎代、羽沢匠、竹下江里子（ノンクレジット出演:小早川正昭）    |
| 30     | ひとつの愛が死んで……        | 9月11日  | 田村多津夫 | 手銭弘喜 | 金内吉男、伊藤真奈美、戸川京子、山添三千代、高原駿雄、杉江廣太郎、三田登喜子、たうみあき子、原田千枝子、香野なつみ、三沢もとこ                           |

### 大捜査線シリーズ 追跡
| 放送回 | サブタイトル                    | 放送日   | 脚本       | 監督     | キャスト |
| ------ | ------------------------------- | -------- | ---------- | -------- | --- |
| 31     | 暴走デカ!原宿えれじい           | 09月25日 | 宮下教雄   | 手銭弘喜 | 滝田裕介、古沢一朗、西田健、江原正士、武藤英司、早川研吉、内山清次、大谷一夫、司英二、吉田真弓、吉田友子、ドニー、ラリー                                                                         |
| 32     | 千枚通しの青春                  | 10月16日 | 宮下教雄   | 手銭弘喜 | 楠トシエ、堀内正美、泉じゅん、今野清志、夏カンナ、大矢兼臣、根本俊二、島田彰 |
| 33     | 恋人よ!ダンシング・オールナイト | 10月23日 | 田村多津夫 | 高橋繁男 | 保積ぺぺ、桑崎てるお、西塚肇、重田尚彦、東龍明、日ノ下金太郎、大前田武、好永康子、重盛輝江、井上三千男、工藤啓子、水無坂冬子、安岐まさみ、あい陽子                                               |
| 34     | この子はだァれ?                 | 10月30日 | 山浦弘靖   | 高橋繁男 | 久保菜穂子、平松慎吾、根本由美、金沢伸治、桑原一人、堀礼文、岩城和男、水橋和夫、石橋俊二、岸本功、沢柳迪子、小早川正明、池田功、宮沢勇、松下祐子、酒井郷博                                       |
| 35     | 殺意                            | 11月06日 | 山野四郎   | 木下亮   | 梅野泰靖、大木正司、三好美智子、矢野間啓二、飯田和平、山崎猛、岸野一彦、三田康二、鳴海剛、福井教夫、山口和宏、国松恵一、浅野民蔵                                                                 |
| 36     | 裏切りの街 大都会               | 11月13日 | 田村多津夫 | 木下亮   | 武見潤、菅貫太郎、早川保、秋山絵梨子、笹入舟作、安田憲史、中川明、吉良冬太、鹿島信哉、荒瀬寛樹、笠井心、宮沢勇、今野清志、福井教夫、小野塚千枝子、三沢もと子、浅見ひろ子、小笠原まり子、青木裕子 |
| 37     | 朝日のあたる家                  | 11月20日 | 宮下教雄   | 小俣堯   | 高沢順子、武内文平、鹿沼エリ、加藤和夫、三崎奈美、大森不二香、信実一徳、池田道枝、久遠利三、中島元、鹿島研、吉田大門                                                                             |
| 38     | 野獣になった刑事                | 11月27日 | 田村多津夫 | 小俣堯   | 平泉征、高原駿雄、神田橋満、吉田豊明、白石のり子、田中哲也、篠崎彩、晴海勇三、村上幹夫、山本武、宮沢元、池森秀之、小川めぐみ                                                                     |
| 39     | わたしはあの人を見た            | 12月04日 | 田村多津夫 | 木下亮   | 千野弘美、清水昭博、長谷川諭、姫ゆり子、河原裕昌、邦創典、中林敦子、豊竹秀一 |
| 40     | 悪魔のような女                  | 12月11日 | 宮下教雄   | 木下亮   | 根岸明美、片桐竜次、立枝歩、頭師佳孝、三田登喜子、遠藤征慈、山添三千代、原田千枝子、戸川京子、林弘造、水無坂冬子、鳴海剛、吉水慶                                                                 |
| 41     | 鐘の鳴る丘                      | 12月18日 | 宮下教雄   | 小俣堯   | 今福正雄、速水亮、小原秀明、内田喜郎、西願由美、岩城力也、天草四郎、榎木兵衛、伏見哲夫、八代康二、小早川正明、舟川紀子、百良雄、松尾正平、福永幸雄、成田次穂                                     |
| 42     | 君は人のために死ねるか          | 12月25日 | 宮下教雄   | 小俣堯   | 森次晃嗣、田島令子、井上昭文、平田昭彦、河村弘二、冨田浩太郎、中井啓輔、水村泰三、剣持伴紀、潤ますみ、江幡高志、河野弘                                                                           |

## 主題歌
オープニング
1. 第1話から第13話用のインストゥルメンタル曲。
2. 第14話から第42話（最終回）用のインストゥルメンタル曲。

1980年4月24日放送分（第14話）よりオープニング曲と併せて映像も刷新され、改題後もこのバージョンが通しで使用された。2曲とも曲名・作曲者については番組中ではクレジットされず、商品化も2019年現在なされていない。
エンディング
1. 「君は人のために死ねるか」 発売：CBSソニー 06SH694
  - 作詞：杉良太郎、作曲：遠藤実、編曲：斉藤恒夫、唄：杉良太郎（1 - 17話、26話、31 - 42話）
2. 「いま愛のために」 発売：CBSソニー 06SH694
  - 作詞：いではく、作曲：遠藤実、編曲：斉藤恒夫、唄：杉良太郎（18 - 25話、27 - 30話）

エンディング映像は前述のオープニング変更の際、さらに『追跡』への改題の際の2度にわたって変更された。また『追跡』より再びエンディング曲となった「君は人のために死ねるか」も、以前のものとは歌唱やアレンジが異なるバージョンとなっている。
この2曲を収録したシングル盤は、同一品番で「君は人のために死ねるか」をA面としたもの、「いま愛のために」をA面としたものの2種が存在する。「君は人のために死ねるか」は杉のテイチクエンタテインメント移籍後に再録音版（こちらの編曲は若草恵）が発売され、1997年4月21日にシングルカット（規格品番：TEDA-10386／TESA-386）されている。

## 小説版
長篇ハードアクション〜大捜査線
著：白井更生 / 発行：徳間書店
白井の小説処女作として書き下ろされた完全オリジナルストーリーで、ドラマのノベライズというより、体裁としては原作本に近い。同作品における加納は警視庁特命捜査官という設定で、テレビドラマよりも全体にハードな作風となっている。

## DVD・Blu-rayBOX
DVD
2005年1月26日から3月25日にかけて全2巻（GNBD-7128およびGNBD-7136、各巻15話収録、4枚組）が日本クラウンより、2014年4月25日に全1巻（VIBF-5580、各4話（ディスク8のみ2話）収録、8枚組 ※予告編や特典映像は未収録）がビクターエンタテインメントより、それぞれ発売された。いずれも改題前の30話分を収録。
Blu-ray Disc
2020年8月28日にベストフィールドより、『追跡』に改題後の12話分を収録したBlu-ray（BFTD-0360、2枚組）が発売された。

## 前後番組
| フジテレビ系列 木曜20:00 - 20:54            | フジテレビ系列 木曜20:00 - 20:54                                                          | フジテレビ系列 木曜20:00 - 20:54                          |
| 前番組                                      | 番組名                                                                                    | 次番組                                                    |
| ------------------------------------------- | ----------------------------------------------------------------------------------------- | --------------------------------------------------------- |
| 手錠をかけろ! （1979年10月18日 - 12月27日） | 大捜査線 （1980年1月10日 - 9月11日） ↓ 大捜査線シリーズ 追跡 （1980年9月25日 - 12月25日） | キャンパスアクション・探偵同盟 （1981年1月8日 - 3月26日） |